# 伊哈尔镇
伊哈尔镇是西班牙阿拉贡自治区特鲁埃尔省的一个市镇。总面积61平方公里，总人口1046人（2001年），人口密度17人/平方公里。